# 1640 w sztukach plastycznych

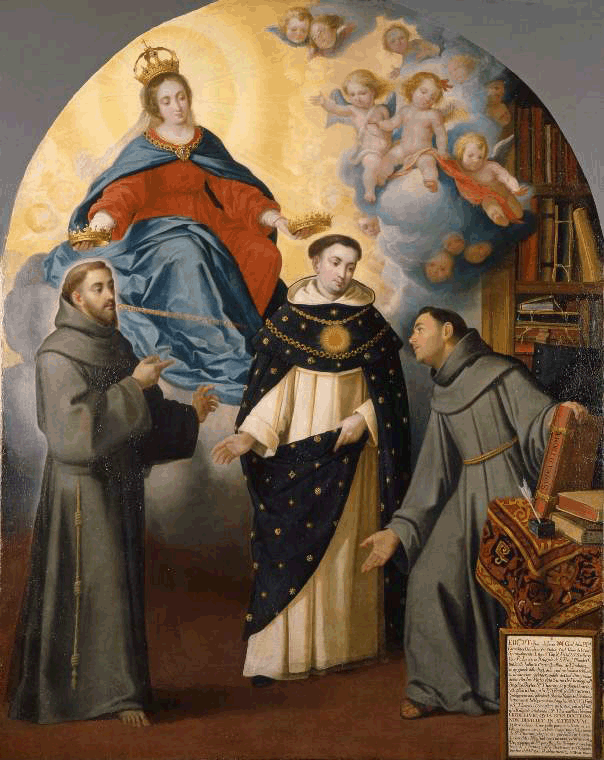
Murillo Widzenie brata Lauteriusza

Wydarzenia w sztukach plastycznych i wizualnych w 1640 roku.

## Malarstwo
- Bartolomé Esteban Murillo

Widzenie brata Lauteriusza (ok. 1640) – olej na płótnie, 217,8 × 172,1 cm.